# Hof ten Dormaal
Hof ten Dormaal is een Belgisch bier. Het wordt gebrouwen door Brouwerij Hof ten Dormaal te Tildonk, een deelgemeente van Haacht.

## Achtergrond
Hof ten Dormaal is een hoevebrouwerij, opgericht door André Janssens. Uniek is dat de meeste ingrediënten voor de bieren ter plaatse worden gekweekt: vooral gerst en hop. Vanaf 2009 wordt er bier gebrouwen.
De bieren van brouwerij Hof ten Dormaal worden vermeld als Vlaams-Brabantse streekproducten en als streekproducten van het Dijleland.

## De bieren
- Hof ten Dormaal Amber is een amberkleurig bier van hoge gisting met een alcoholpercentage van 7,5%. Toevoeging van 3 soorten hop leidt tot enige bitterheid in de smaak. Dit was het eerste bier van de brouwerij. Het werd voor het eerst gebrouwen in 2009.[3]
- Hof ten Dormaal Blond is een blond bier van hoge gisting met een alcoholpercentage van 8%. Het werd gelanceerd in 2010. Eind 2009 werd het eerst op de markt gebracht als Winter 10.
- Hof ten Dormaal Donker is een donker bier van hoge gisting met een alcoholpercentage van 8,5%. Het werd voor het eerst gebrouwen eind 2010.
- Hof ten Dormaal Witgoud is een bier waarbij en deel van de hop werd vervangen door witloofwortel. Het bier heeft een alcoholpercentage van 8%.
- Hof ten Dormaal Saison Lauwendries is een traditioneel hoevebier met een alcoholpercentage van 5,8%.
- Hof ten Dormaal Troebel in Paradise is een IPA bier met een alcoholpercentage van 5,5%.
- Hof ten Dormaal Bouts is een witbier met een alcoholpercentage van 4,5%.
- Hof ten Dormaal Tinto is een fruitig dryhopped bier met een alcoholpercentage van 6%.
- Hof ten Dormaal Fresh Hop wordt jaarlijks gebrouwen met de nieuwe hopoogst. Het bier heeft een alcoholpercentage van 3,2%.
- Hof ten Dormaal Zure Van Tildonk is een traditionele lambiek met wilde gisten van op de boerderij. Na één jaar op eikenhouten vat, wordt het bier hergist op fles en is het klaar om te drinken. Het bier heeft een acolholpercentage van 6%
- Hof ten Dormaal Zure Van Tildonk Kriek is een traditionele zure kriek. Het bier heeft een alcoholpercentage van 6%
- Hof ten Dormaal Stekebees is 'Hof ten Dormaal Zure Van Tildonk'. Na één jaar op eikenhouten vat, trekt het bier nog zes maanden op verse kruisbessen of 'stekebezen'.
- Hof ten Dormaal Frambuesa y Chocolate is 'Hof ten Dormaal Zure Van Tildonk' met frambozen en pure chocolade. Het bier heeft een alcoholpercentage van 6%.
- Hof ten Dormaal Perziken is 'Hof ten Dormaal Zure Van Tildonk'. Na één jaar op eienhouten vat, trekt het bier nog acht maanden op perziken. Het bier heeft een alcoholpercentage van 6,5%